# Długość dźwięku samotności
Długość dźwięku samotności – trzynasty singiel zespołu Myslovitz. Wydany w 1999, a w październiku tego samego roku ukazał się na albumie Miłość w czasach popkultury. Znalazł się na 23. miejscu Topu Wszech Czasów 2003 Radiowej "Trójki".
Podczas 30. edycji rozdania polskich nagród muzycznych Fryderyków utwór Długość dźwięku samotności został wybrany przebojem 30-lecia.

## Lista utworów
| 1. | "Długość dźwięku samotności"               | 4:11  |
|    |                                            |       |
| 2. | "Długość dźwięku samotności" Anthony       | 4:11  |
|    |                                            |       |
| 3. | "Długość dźwięku samotności" Anthony/Rojek | 4:06  |
|    |                                            |       |
| 4. | "Długość dźwięku samotności" PLB MIX       | 3:47  |
|    |                                            |       |
| 5. | "Do utraty tchu" live                      | 3:48  |
|    |                                            |       |
| 6. | "Myszy i ludzie" live                      | 5:59  |
|    |                                            |       |
|    |                                            | 26:02 |
|    |                                            |       |